# Platycerus caprea
Espèce
Platycerus caprea, la chevrette chèvre, est une espèce d'insectes coléoptères de la famille des Lucanidae et de la sous-famille des Lucaninae.

## Description
Corps bleu foncé long de 10 à 13 mm, plus petit que Platycerus caraboides avec lequel il est facile de le confondre.

## Distribution
Eurasiatique : en Europe, de l'Espagne à la Scandinavie, à la Russie, l'Ukraine ; en France, l'espèce occupe des régions de montagnes de l'est du pays ; en Asie : Moyen-Orient.